# Kościół Najświętszej Marii Panny w Budapeszcie

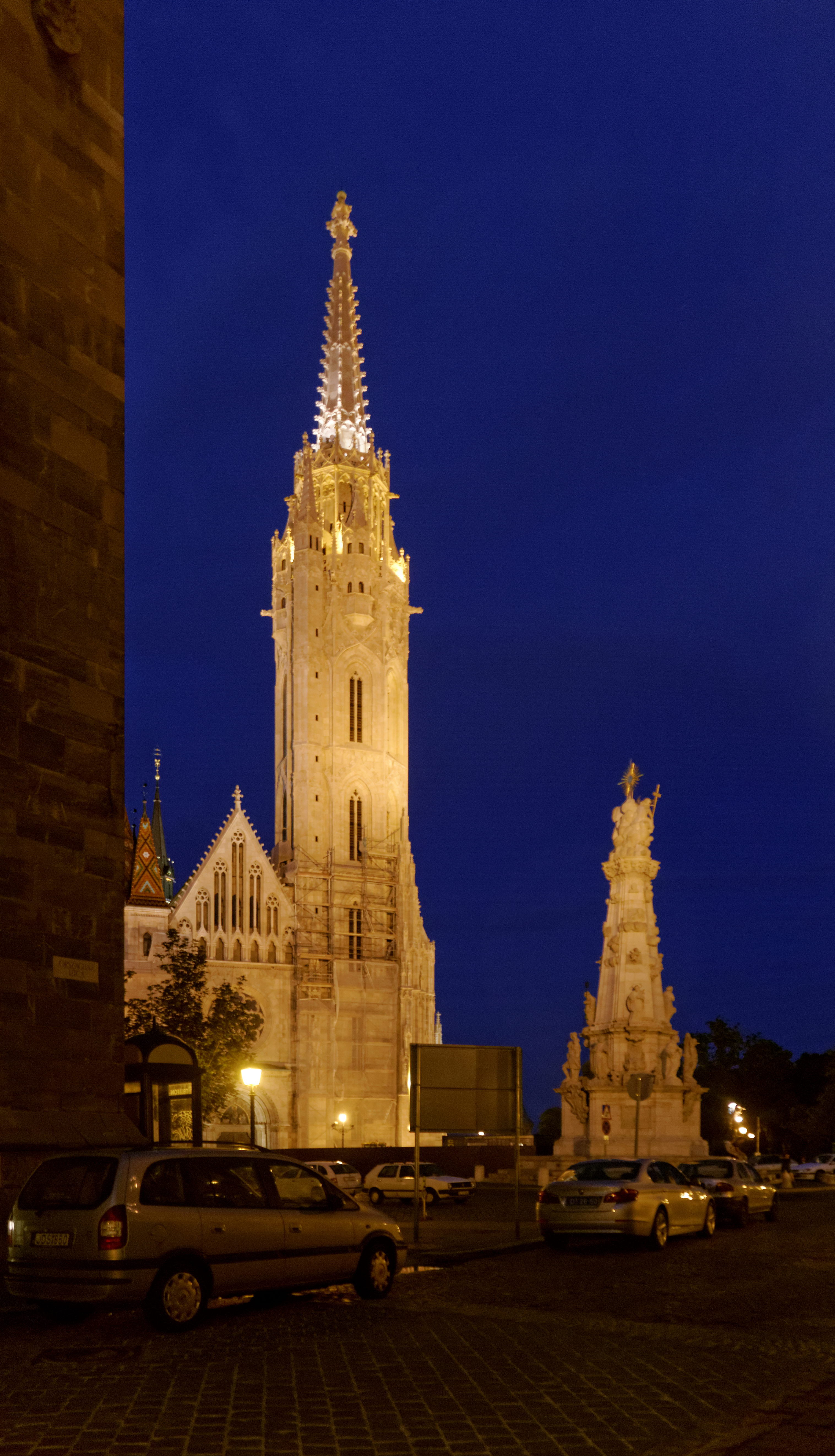
Kościół po zmroku

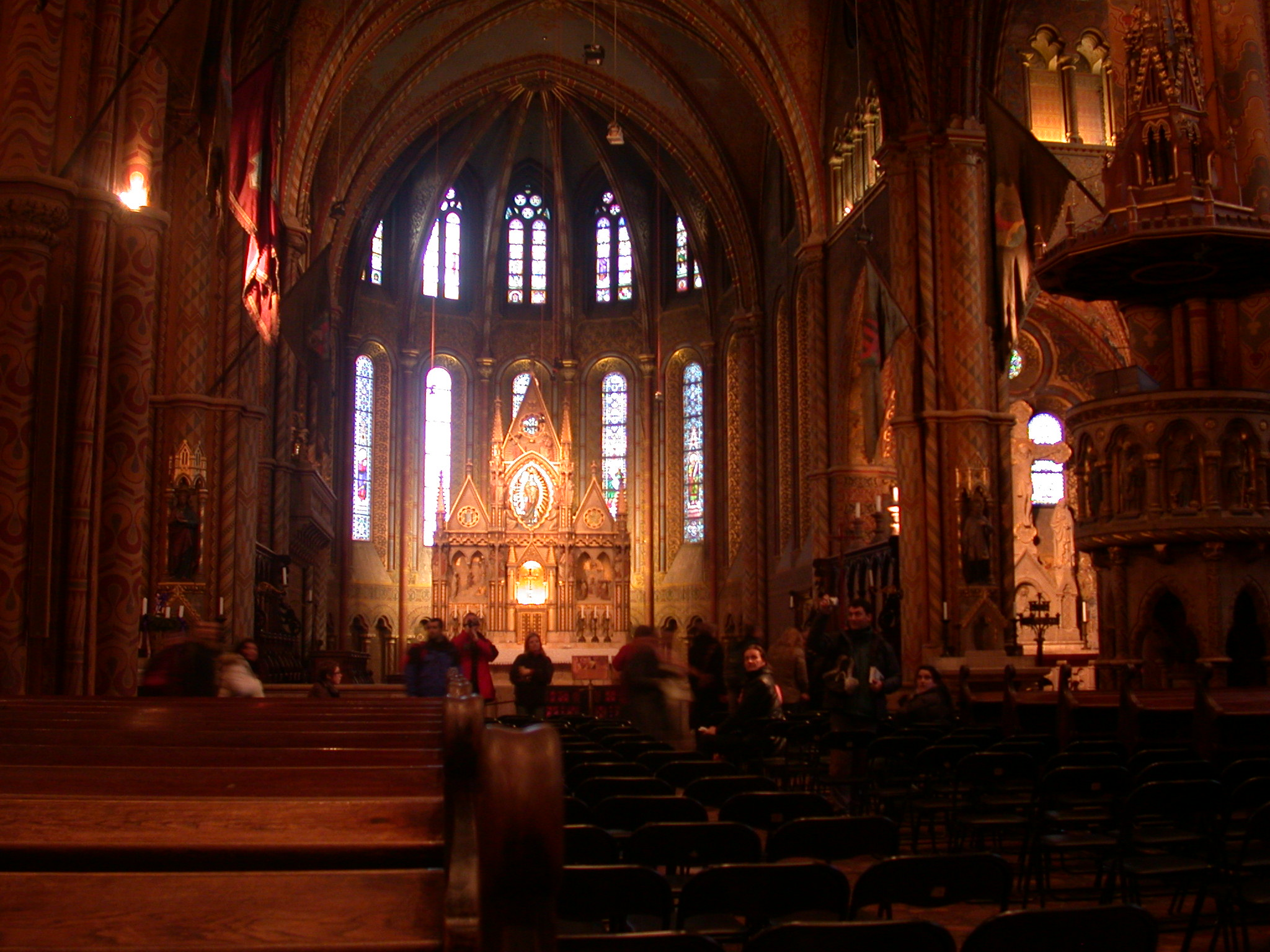
Wnętrze kościoła

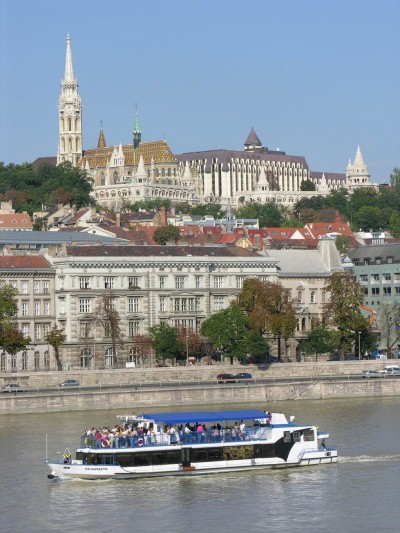
Kościół od strony Dunaju

Kościół Najświętszej Marii Panny albo kościół Macieja  (węg. Mátyás templom), nazywany też Budzińską Świątynią Koronacyjną (Budavári Koronázó Főtemplom) – znajduje się w Budapeszcie i jest to jeden z najważniejszych i najbardziej znanych kościołów węgierskich. Kościół parafialny parafii Wniebowzięcia Najświętszej Maryi Panny w Budapeszcie.
Oficjalnie nosi wezwanie Wniebowzięcia Najświętszej Maryi Panny, jednak zarówno przez miejscowych, jak i przez turystów, zwany jest popularnie kościołem Macieja (określenie pochodzi od króla Macieja Korwina).
Początki świątyni sięgają XIII w., kiedy służyła niemieckim mieszczanom jako kościół parafialny. Szybko rosło jego znacznie – koronował się w nim król Karol Robert, a Maciej Korwin brał ślub z księżniczką neapolitańską Beatrycze.
Do dzisiaj pozostało kilka elementów pierwotnej budowli gotyckiej: główny portal z 1370 r., oratorium w południowej kaplicy oraz wieża południowa.
Kościół uległ poważnym zniszczeniom podczas okupacji tureckiej, urządzono też w nim meczet. Podczas odbijania Budy przez wojska chrześcijańskie nastąpiły kolejne straty, a w XVIII w. dzieła zniszczenia dopełnił pożar, powstały od uderzenia pioruna. Średniowieczna świątynia była w tak złym stanie, że mury i sklepienie groziły zawaleniem.
Dzisiejsza konstrukcja powstała w XIX w. i jest w dużej części rekonstrukcją lub całkowicie nową. Prace rekonstrukcyjne rozpoczęto w 1874 r. z polecenia króla Franciszka Józefa i trwały one do 1896 r.; zdołano je zakończyć przed uroczystościami 1000-lecia Państwa Węgierskiego. Budowli nadano styl neogotycki, starając się przywrócić dawny wygląd, dodano też nowe, bardziej współczesne elementy. Od ponownej konsekracji upowszechniła się nazwa związana z królem Maciejem.
Wnętrze wypełniają piękne freski autorstwa XIX-wiecznych artystów węgierskich (przedstawiają m.in. herb i postać Macieja Korwina, a także ceremonię koronacyjną Franciszka Józefa i jego żony, Elżbiety). Wewnątrz znajduje się też grobowiec króla Béli III, przeniesiony z Székesfehérvár, natomiast w tzw. Oratorium Królewskim prezentowane są szaty i ozdoby liturgiczne.
W grudniu 1916 r. w kościele Macieja odbyła się ostatnia koronacja królewska na Węgrzech – Karola I Habsburga i jego żony, Zyty. Pamiątki związane z tą ceremonią (m.in. fotele, na których zasiadała królewska para) podziwiać można nad zakrystią.
W okresie międzywojennym XX w. świątynia uchodziła za najbardziej prestiżową w mieście - odbywały się tutaj uroczyste obchody Bożego Ciała, msze za zmarłą królewską parę - Franciszka Józefa i Elżbietę, oraz ceremonie z udziałem rządu.
W czasie oblężenia Budapesztu w latach 1944–45 kościół mocno ucierpiał - spłonął dach, część ścian zawaliła się. Niemieckie wojska używały wnętrz jako kuchni polowej, a zdobyczna Armia Czerwona jako stajnię i latrynę. Powojenny stan obiektu był tak zły, że nowy, komunistyczny rząd rozważał jego rozbiórkę - ostatecznie jednak w 1946 r. ruiny zabezpieczono, a w 1951 r. rozpoczęto odbudowę. Mimo ciężkiej sytuacji kościoła katolickiego na Węgrzech prace sfinansowało państwo. W 1960 r. zakończono rekonstrukcję ścian zewnętrznych, a dziesięć lat później wnętrza.